# بيت الحاج (كحلان عفار)

تعديل مصدري - تعديل

بيت الحاج هي إحدى قرى عزلة عزان بمديرية كحلان عفار التابعة لمحافظة حجة، بلغ تعداد سكانها 50 نسمة حسب تعداد اليمن لعام 2004.